# Partido Conservador (Chili)
De Partido Conservador (Nederlands: Conservatieve Partij, PCon) was een Chileense politieke partij. De partij domineerde samen met de Partido Liberal (Liberale Partij) de Chileense politiek in de negentiende en de eerste helft van de twintigste eeuw.

## Geschiedenis
De PCon werd in 1836 opgericht door aristocratische grootgrondbezitters - pelucones genoemd - die streefden naar een sterk uitvoerend presidentschap en de handhaving van de invloed van de Rooms-Katholieke Kerk. Toch waren de Chileense conservatieven minder klerikaal (vgl. Bernardo O'Higgins) dan conservatieven in andere Zuid-Amerikaanse landen. Hun tegenpolen, de liberalen, waren voorstanders van een sterkere wetgevende macht en de inperking van de macht van de Kerk. Tot 1861 waren de conservatieven ononderbroken aan de macht. Dit was de periode van de zgn. República Conservador, de conservatieve republiek. Deze periode werd gekenmerkt door een sterk centraal gezag. In 1858 vormden de conservatieven en liberalen een alliantie, de Fusión Liberal-Conservadora (Liberaal-Conservatieve Fusie), die zich verzetten tegen president Manuel Montt. Montt was in 1851 als conservatief aan de macht gekomen, maar hij werd vanwege zijn liberale en nationalistische ideeën door de meeste conservatieven gewantrouwd. In 1857 werd Montt herkozen, nu als kandidaat van de Partido Nacional. De Fusión Liberal-Conservadora was een moeizame samenwerking, en pas in 1871 slaagde de combinatie er in om de liberaal Federico Errázuriz Zañartu te laten verkiezen tot president. Diens antiklerikalisme leidde echter tot de ontbinding van de Fusión Liberal-Conservadora. De conservatieven bleven tot 1891 in oppositie.

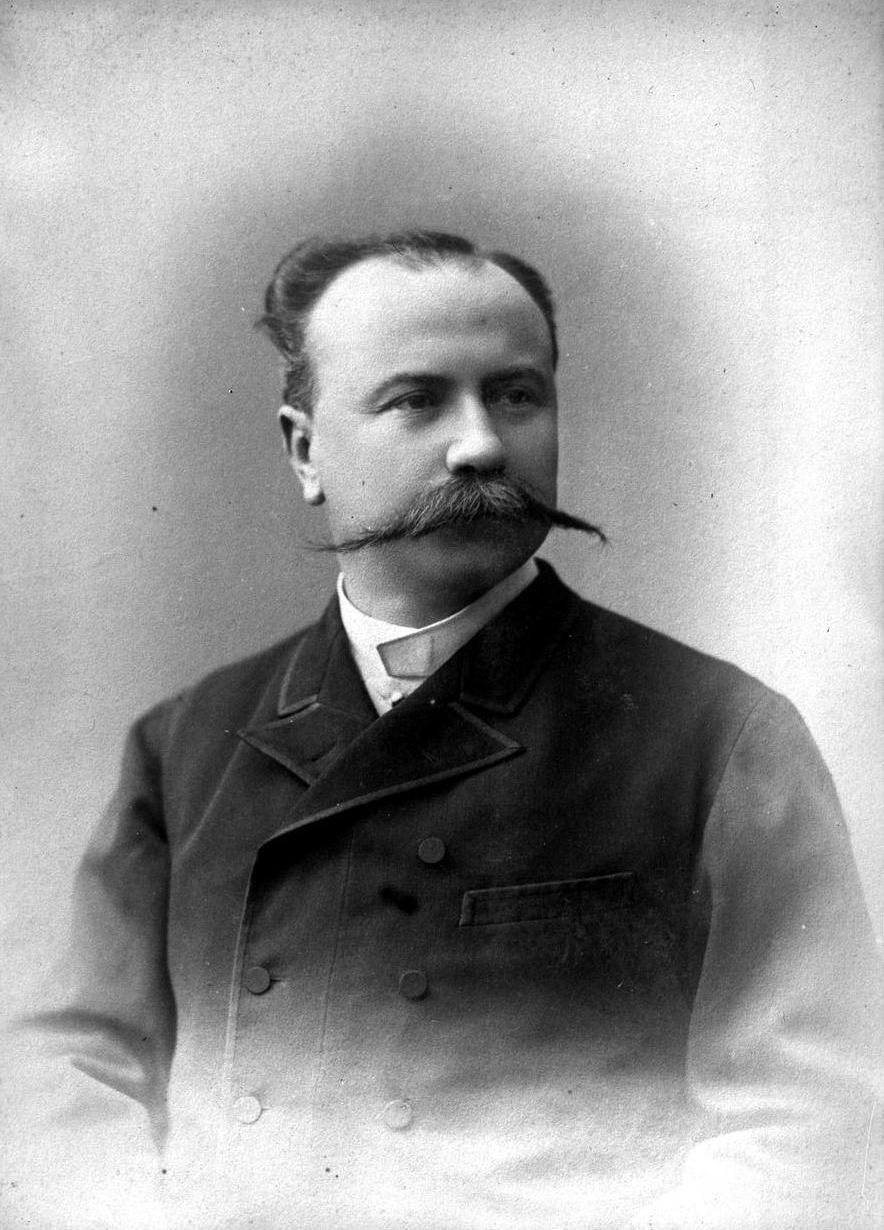
Carlos Walker Martínez (1842-1905), vooraanstaand lid van de PCon

Het autoritaire beleid van president José Manuel Balmaceda leidde tot een ernstig conflict met het parlement wat uiteindelijk culmineerde in een burgeroorlog (1891) tussen de troepen van de president en die van het parlement. De troepen van het parlement behaalden de overwinning en Balmaceda pleegde zelfmoord.
In 1891 werd de gezamenlijke kandidaat van de conservatieven, liberalen en radicalen, Jorge Montt, tot president gekozen. Bij opeenvolgende parlementsverkiezingen behaalden de conservatieven steeds een meerderheid in het parlement waardoor de partijloze Montt in feite niet kon functioneren buiten de steun van het parlement. Deze periode (1891-1925) in de geschiedenis van Chili die bekendstond als de República Parlamentaria (Parlementaire Republiek), werd gekenmerkt door de sterke macht van het parlement. De conservatieven en de een deel van de liberalen steunden steeds eenzelfde kandidaat. De progressieve vleugel van de liberalen en de Partido Radical (PR) vormden de voornaamste oppositie onder de naam "Liberale Alliantie".

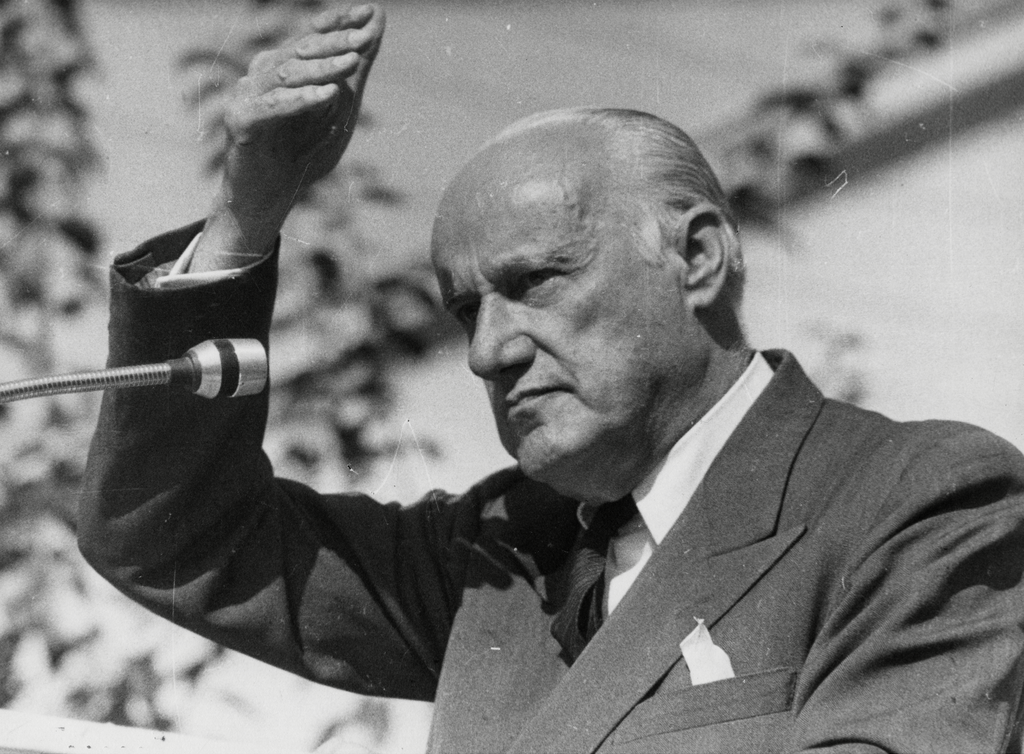
Jorge Alessandri, presidentskandidaat van centrumrechts in 1958

Binnen de PCon ontstond onvrede over het gebrek aan hervormingsgezindheid en de desinteresse in de sociale kwestie. Met name de jongeren begonnen zich te roeren en streefden naar de omvorming van de conservatieve partij in een christendemocratische partij gebaseerd op de katholieke sociale leer. Toen duidelijk werd dat de traditionele machtselite binnen de PCon niet bereid was tot concessies, leidde dit tot een reeks van afsplitsingen. In 1938 werd de Falange Nacional (Nationale Falange) opgericht die voortkwam uit de jeugdafdeling van de conservatieve partij. De falangistas steunden openlijk meer progressieve kandidaten voor het presidentschap. In 1948 ontstond uit een afsplitsing de Partido Conservador Social Cristiano (PCSC), een christendemocratische partij. Het restant van de PCon ging onder de naam Partido Conservador Tradicionalista (Traditionalistische Conservatieve Partij, PCT) verder.
In 1953 fuseerden een deel van de PCSC en de PCT tot de Partido Conservador Unido (Verenigde Conservatieve Partij, PCU). In 1958 werd Jorge Alessandri, de kandidaat van de conservatieven, liberalen en radicalen, gekozen tot president van Chili. De PCU en de liberale partij gingen in 1966 op in de Partido Nacional (Nationale Partij).

### Afsplitsingen van de Partido Conservador
- 1857 ==> Partido Nacional (PN) -- Linkse afsplitsing
- 1932 ==> Partido Corporativo Popular (PCP) -- Linkse afsplitsing
- 1938 ==> Falange Nacional (FN) -- Christendemocratische afsplitsing
- 1948 ==> Partido Conservador Social Cristiano (PCSC) -- Christendemocratische afsplitsing
- 1952 ==> Partido Nacional Cristiano (PNC) -- Christendemocratische afsplitsing (afsplitsing van de Partido Conservador Tradicionalista)

## Verkiezingsuitslagen
| Jaar | Aantal afgevaardigden (totaal aantal zetels tussen haakjes) | Aantal senatoren (totaal aantal zetels tussen haakjes) |
| ---- | ----------------------------------------------------------- | ------------------------------------------------------ |
| 1837 | 28 (52)                                                     | 13 (20)                                                |
| 1840 | 24 (56)                                                     | 14 (20)                                                |
| 1843 | 28 (56)                                                     | 14 (20)                                                |
| 1846 | 31 (58)                                                     | 15 (20)                                                |
| 1849 | 41 (64)                                                     | 13 (20)                                                |
| 1852 | 27 (64)                                                     | 11 (20)                                                |
| 1855 | 26 (68)                                                     | 11 (20)                                                |
| 1858 | 26 (72)                                                     | 12 (20)                                                |
| 1861 | 27 (72)                                                     | 9 (20)                                                 |
| 1864 | 12 (72)                                                     | 12 (20)                                                |
| 1867 | 29 (72)                                                     | 6 (19)                                                 |
| 1870 | 20 (72)                                                     | 8 (19)                                                 |
| 1876 | 14 (108)                                                    | 7 (37)                                                 |
| 1879 | 22 (113)                                                    | 8 (37)                                                 |
| 1882 | 6 (108)                                                     | 4 (37)                                                 |
| 1885 | 17 (113)                                                    | 3 (42)                                                 |
| 1888 | 14 (113)                                                    | 4 (43)                                                 |
| 1891 | 40 (94)                                                     | 7 (32)                                                 |
| 1894 | 28 (94)                                                     | 12 (37)                                                |
| 1897 | 26 (94)                                                     | 13 (32)                                                |
| 1900 | 25 (94)                                                     | 9 (32)                                                 |
| 1903 | 20 (94)                                                     | 8 (32)                                                 |
| 1906 | 27 (94)                                                     | 10 (32)                                                |
| 1909 | 23 (94)                                                     | 11 (32)                                                |
| 1912 | 29 (118)                                                    | 10 (37)                                                |
| 1915 | 28 (118)                                                    | 8 (37)                                                 |
| 1918 | 26 (118)                                                    | 10 (37)                                                |
| 1921 | 26 (118)                                                    | 11 (37)                                                |
| 1924 | 25 (118)                                                    | 7 (37)                                                 |
| 1925 | 28 (132)                                                    | 10 (45)                                                |
| 1932 | 34 (142)                                                    | 10 (45)                                                |
| 1937 | 35 (146)                                                    | 12 (45)                                                |
| 1941 | 32 (147)                                                    | 11 (45)                                                |
| 1945 | 36 (147)                                                    | 10 (45)                                                |
| 1949 | 2 (147)                                                     | 2 (45)                                                 |
| 1953 | 16 (147)                                                    | 5 (45)                                                 |
| 1957 | 21 (147)                                                    | 6 (45)                                                 |
| 1961 | 17 (147)                                                    | 5 (45)                                                 |
| 1965 | 3 (147)                                                     | 2 (45)                                                 |

## Presidentskandidaten
- N.B.: Niet al deze kandidaten waren lid van de PCon, maar werden wel officieel door haar gesteund.
- 1829: Francisco Ruiz-Tagle (verloren), Diego José Benavente (verloren)
- 1831: José Joaquín Prieto (gewonnen)
- 1836: José Joaquín Prieto (gewonnen)
- 1841: Manuel Bulnes (gewonnen)
- 1846: Manuel Bulnes (gewonnen)
- 1851: Manuel Montt (gewonnen)
- 1856: José Santiago Aldunate (verloren)
- 1861: José Joaquín Pérez (gewonnen)
- 1866: José Joaquín Pérez (gewonnen), Manuel Bulnes (verloren)
- 1871: Federico Errázuriz Zañartu (gewonnen)
- 1876: geen
- 1881: Manuel Baquedano (verloren)
- 1886: geen
- 1891: Jorge Montt (gewonnen)
- 1896: Federico Errázuriz Echaurren (gewonnen)
- 1901: Pedro Montt (verloren)
- 1906: Fernando Lazcano Echaurren (verloren)
- 1910: Ramón Barros Luco (gewonnen)
- 1915: Juan Luis Sanfuentes (gewonnen)
- 1920: Luis Barros Borgoño (verloren)
- 1925: Emiliano Figueroa (gewonnen)
- 1927: geen
- 1931: Juan Esteban Montero (gewonnen)
- 1932: Héctor Rodríguez (verloren)
- 1938: Gustavo Ross (verloren)
- 1942: Carlos Ibáñez (verloren)
- 1946: Eduardo Cruz-Coke (verloren)
- 1952: Arturo Matte (verloren)
- 1958: Jorge Alessandri (gewonnen)
- 1964: Eduardo Frei Montalva (gewonnen)